# Project .hack
Project .hack er et multimedie projekt som hovedsageligt er lavet/udviklet af CyberConnect2, og udgivet af Bandai. Den er del af .hack franchisen og består af fire spil til PlayStation 2, tre animeserier, et antal manga serier, og også noveller.
Franchisen's historie handler om en fremtid hvori en computer virus kaldet Pluto's Kiss ødelagde Internettet, lukkede alle computer- og kommunikations netværks kontrol systemer, og gav hundredvis af PC ejere epileptiske anfald d. 24. December, 2005. Fra da af blev Altimit OS det eneste større operativ system i verden, og det eneste som var tilladt ved brug af Internettet, grundet dets utrolige stablilitet. Selve handlingen i det kredser om et virtual-reality MMORPG kaldet The World, det første netværks spil som fik tilladelse til at blive udgivet efter Pluto's Kiss. Det bliver beskrevet som meget populært, med over fire millioner brugere registreret på ved dets udgivelse. Serien fokusere på en bestemt mængde begivenheder der sammen er kendt som The Twilight Incident, i hvilke op til flere brugere bliver bragt i koma mens de spiller spillet.

## Hovedhandling
Serier som er del af den officielle hovedhistorie (canon) af projektet.
- .hack//AI buster, en novelle der fortæller om Albireo og en prototype af den ultimative AI Lycoris, og hvordan Orca og Balmung bekæmpede 'The One Sin' og fik titlen som Descendants of Fianna.
- .hack//AI buster 2, en samling af historier der involvere personerne fra AI Buster og Legend of the Twilight. (".hack//2nd Character", ".hack//Wotan's Spear", ".hack//Kamui", ".hack//Rumor" -tidligere udgivet med Rena Special Pack i Japan-, og ".hack//Firefly").
- .hack//Sign, en anime serie der omhandler spilleren Tsukasa og hans problem med ikke at kunne logge ud af The World.
- .hack//Zero, en novelle serie som fortæller historien om en long Arm ved navn Carl, hvad der skete med Sora efter han blev fanget i The World af Morganna, og hvordan det gik Tsukasa i den virkelige verden efter at kunne logge ud af The World.
- .hack, en serie af fire Playstation 2 spil der følger historien om .hackers, Kite og BlackRose, og deres forsøg på at finde årsagen til de pludselige koma som Kite's ven, Orca, og BlackRose's bror, Kazu.
  - Infection
  - Mutation
  - Outbreak
  - Quarantine
- .hack//Another Birth, er en novelle udgave af .hack spillene, set fra BlackRose's synsvinkel, som består af fire bøger.
- .hack//Liminality, et sæt af fire DVD OVAer, der fulgte med spillende, som følger historien om Mai Minase, Yuki Aihara, Kyoko Touno, og ex-CyberConnect medarbejder Junichiro Tokuoka i deres forsøg på at finde årsagen til komaerne.
- .hack//Legend of the Twilight (manga), en serie der følger spillerne Shugo og Rena da de vinder en mystisk konkurrence som giver dem chibi-udgave spiller modeller af de legendariske .hackers Kite og BlackRose. (Fra .hack PlayStation 2 spillene.)

## Andre Handlinger
Alternative historier (non-canon) af projektet.
- .hack//Gift, en selv-kritisk OVA som var lavet som en "gave" til dem der havde købt og/eller gennemført alle fire .hack spil. (I Japan kunne man ikke se Gift med mindre man havde .hack//Quarantine's Data Flag på sit memory card, hvorimod den Amerikanske version inkluderede Gift på den fjerde Liminality DVD.) Det er hovedsageligt en komedie der gør grin med alt der foregår i løbet af serien, selv franchisens egne fejl og mangler. Personernes design er med vilje meget simple – Balmung har et slips om hovedet i denne titel for at symbolisere at han arbejder på et kontor.
- .hack//4koma, en mange serie som tilføjer en smule humor til både .hack og .hack//G.U. franchiserne.
- .hack//XXXX (læst som "X-Fourth"), en mange serie der omhandler de fire originale .hack spil.
- .hack//Legend of the Twilight (anime), en serie der omhandler de samme personer som i manga versionen, dog med ændringer i historien.

## Relaterede Produkter
- .hack//Enemy, et samler kortspil lavet af Decipher Inc. baseret på .hack historien. Det blev afsluttet efter at have udgivet fem forskellige udvidelser mellem 2003-2005.
- .hack//frägment, er det første .hack ORPG (Online Role-Playing Game). Det blev kun udgivet i Japan, og serverne er ikke længere aktive.

## Efterkommere
.hack Conglomerate er efterkommeren til Project .hack og består af en serie af tre PlayStation 2 spil kaldet .hack//G.U., en anime serie kaldet .hack//Roots, bøger, og manga.
Historien foregår syv år efter begivenhederne fra Project .hack. I de forgangne år er Altimit OS blevet erstattet af Altimit Mine OS, og The World er blevet til The World R:2, som i store træk er blevet overtaget af player killers og lovløse.

## Ekstern henvisning
- Arkiveret 28. november 2009 hos  Wayback Machine .hack – Officiel Arkiveret 28. november 2009 hos  Wayback Machine
- .hack – Officiel (Japansk)
- Project .hack – Officiel (Japansk)
- Project .hack at .hack//Wiki
- .hack på dothackers (fansite)